# 出雲多伎インターチェンジ
出雲多伎インターチェンジ（いずもたきインターチェンジ）は、島根県出雲市多伎町久村にある山陰自動車道（湖陵・多伎道路 / 多伎・朝山道路）のインターチェンジである。

## 道路

### 本線
- E9 山陰自動車道（湖陵・多伎道路 / 多伎・朝山道路）

### 接続する道路

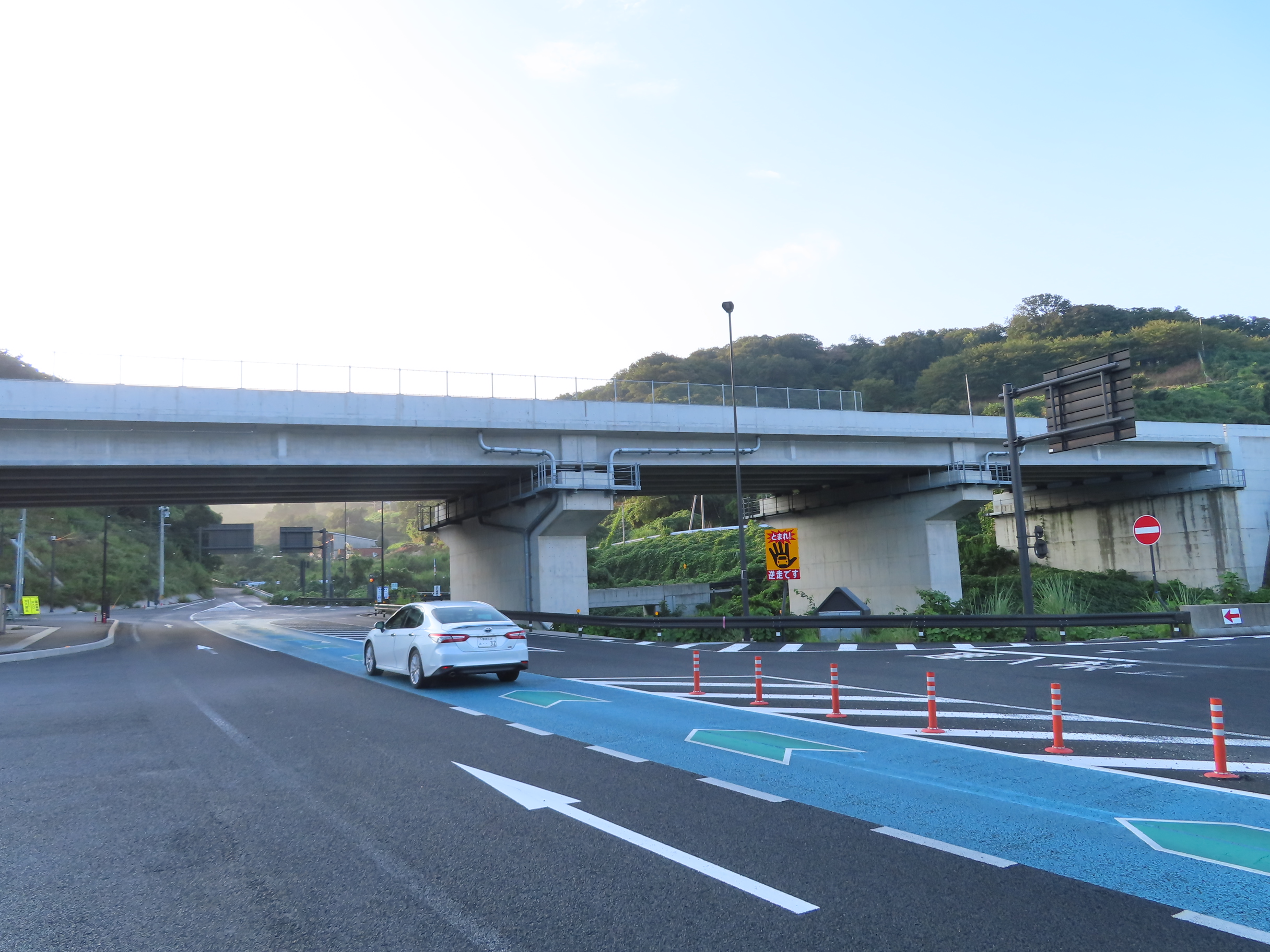
一般道側出入口付近

- 島根県道340号出雲多伎インター線

## 歴史
- 2018年（平成30年）1月12日 : IC名称が「多伎IC（仮称）」から「出雲多伎IC」に正式決定[1]。
- 2019年（平成31年）3月17日 : 出雲多伎IC - 大田朝山IC間開通に伴い、供用開始[2]。
- 2025年（令和7年）3月2日 : 出雲湖陵IC - 出雲多伎IC間開通[3]。

## 料金所
無料区間のため設置されていない。

## 周辺
- イズコン島根第二工場
- 道の駅キララ多伎

## 隣
E9 山陰自動車道（湖陵・多伎道路 / 多伎・朝山道路）
(32)出雲湖陵IC - (33)出雲多伎IC - (34)大田朝山IC